# Megalodon
Megalodonul (Carcharocles megalodon) este o specie extinctă de rechini, care a trăit acum aproximativ 23 – 3,6 milioane de ani în urmă, în timpul Miocenului timpuriu până în Pliocen. Conform studiului "When Did Carcharocles megalodon Become Extinct? A New Analysis of the Fossil Record",  cele mai vechi fosile plasează apariția speciei în urmă cu aproximativ 15,9 milioane de ani, Carcharocles megalodon trăind de la jumătatea Miocenului până în Pliocen, în urmă cu cca. 2,6 milioane de ani .
Clasificarea taxonomică a C. megalodon-ului este în dezbatere de aproape un secol. Cele două interpretări majore sunt Carcharodon megalodon (în familia Lamnidae) sau Carcharocles megalodon (în familia Otodontidae). Prin urmare, numele științific al speciei este de obicei abreviat la C. megalodon în literatura de specialitate.
C. megalodon este considerată unul din cei mai mari și mai puternici prădători din istoria vertebratelor, și a avut un impact considerabil asupra structurii vieții marine. Fosilele rămase indică spre faptul că acest rechin gigant atingea o lungime de până la 14–18 m, și că ar fi avut o distribuție cosmopolitană. Savanții sugerează că C. megalodon arăta ca o versiune mai mare de rechin alb, Carcharodon carcharias.

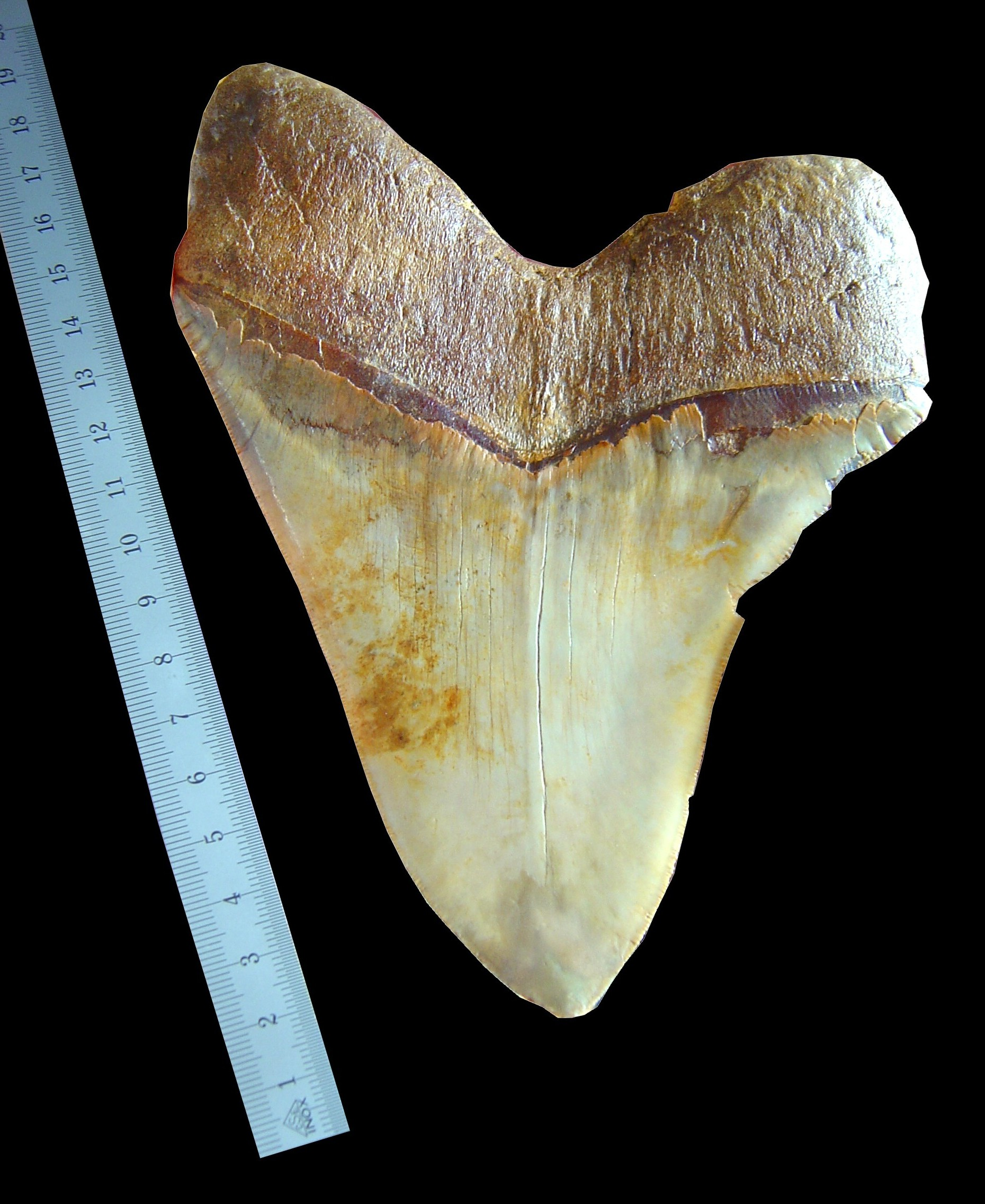
Dinte de Megalodon cu o diagonală de peste 170 mm

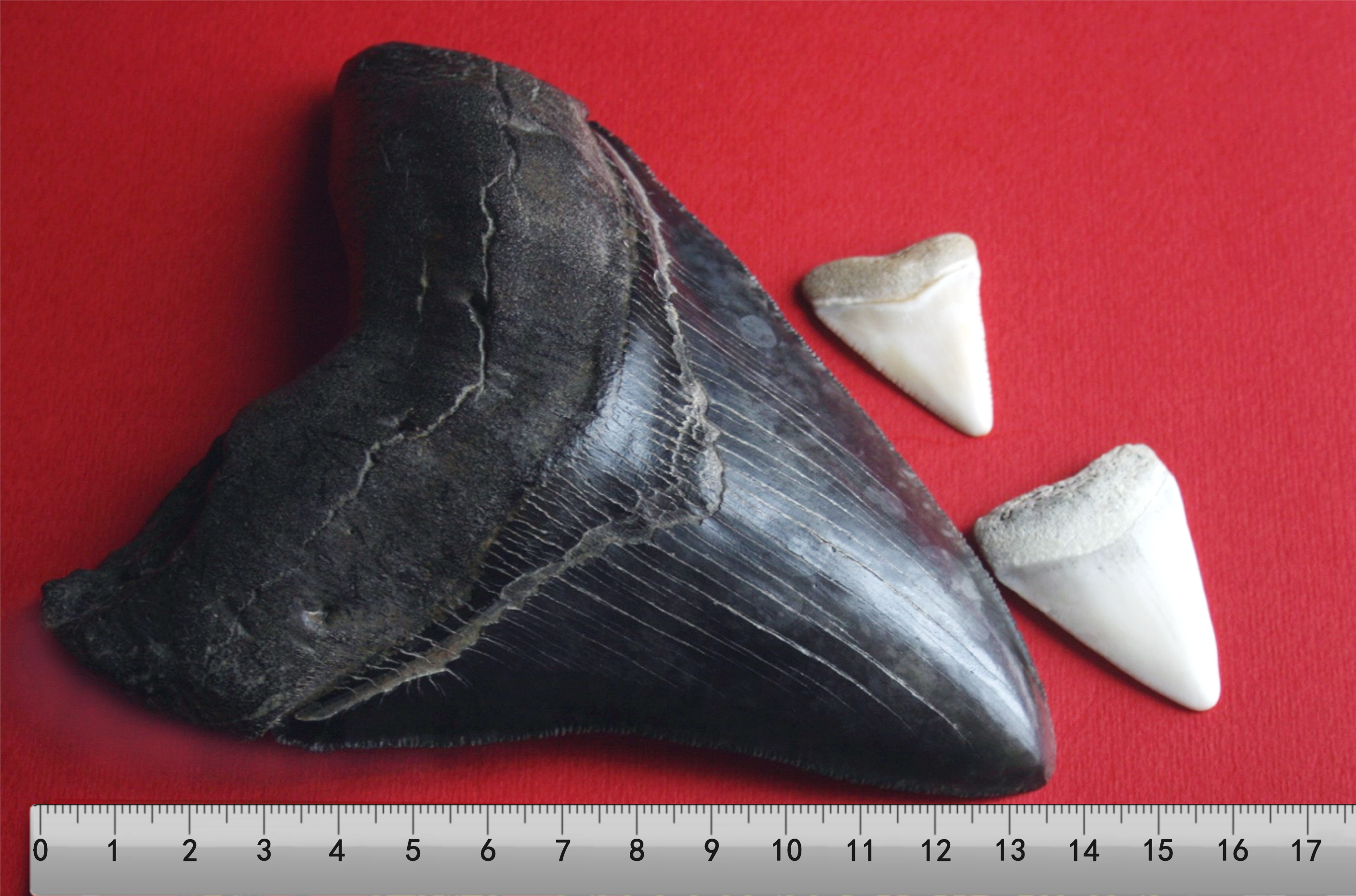
Dinte de Megalodon

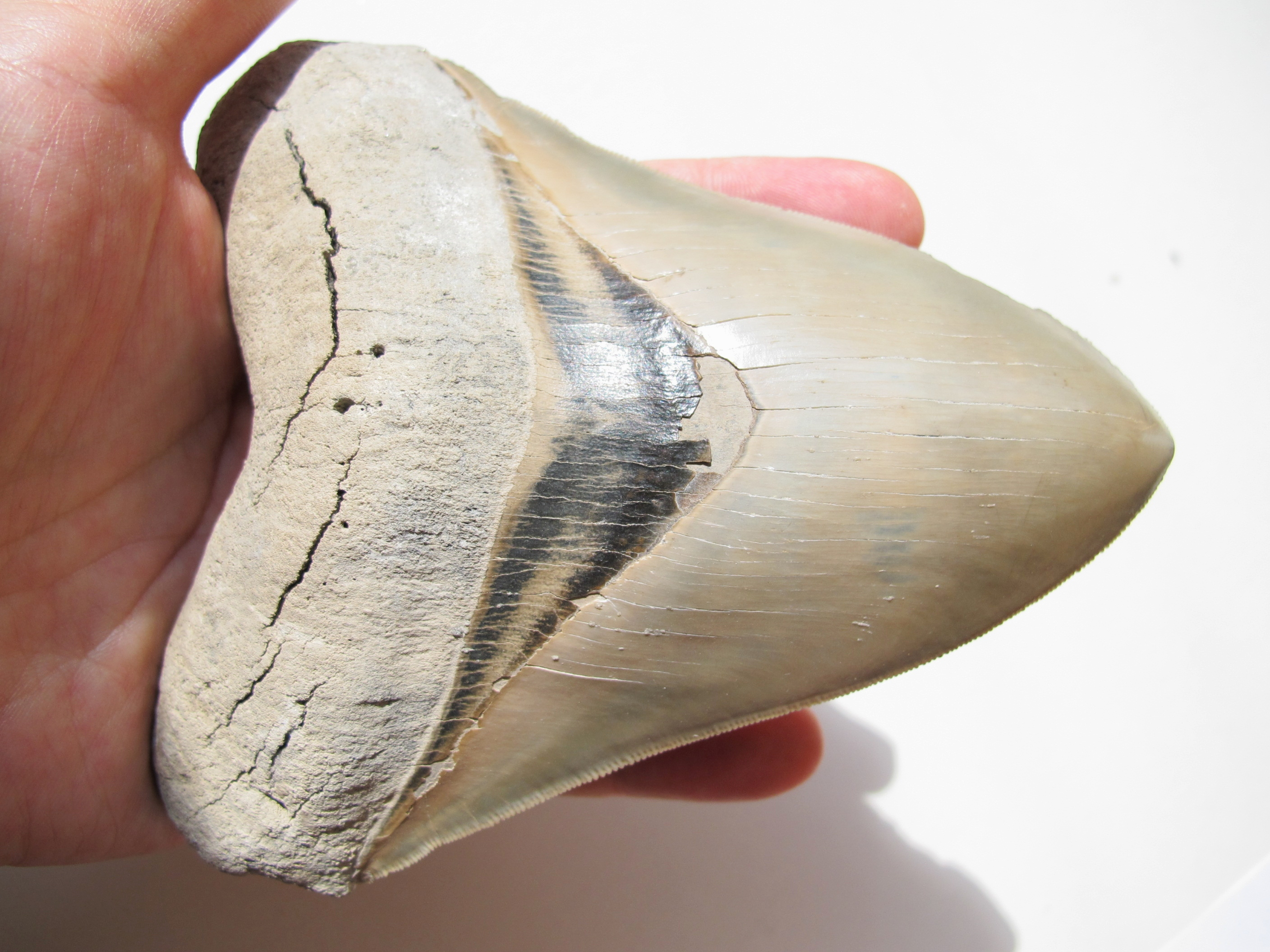
Dinte de Megalodon excavat din Mina Lee Creek, Aurora, Carolina de Nord, Statele Unite

Dintele unui asemenea rechin ajungea la dimensiuni impresionante.

### Video-uri
NOTE: Flash Player is required to view the content below.
- Megalodon Giant Shark – National Geographic (full documentary)
- Video Gallery containing video clips featuring megalodon from Discovery Channel
- Paleontologist Mark Renz shows a huge megalodon tooth (one of the largest ever discovered) pe YouTube
- A video clip pe YouTube depicting aggressive interspecific interactions between megalodon and a pod of killer odontoceti (Brygmophyseter shigensis) from History Channel
- Animated size comparison of megalodon with great white shark, human, and school bus from North Carolina Museum of Natural Sciences pe YouTube.
- Prehistoric Washington DC: Mega Shark from Discovery Channel (depicts megalodon's prey attacking strategies)
- Shark Week Special on megalodon with Pat McCarthy and John Babiarz pe YouTube with comments on its extinction.
- Megalodon fossil teeth show evidence of 10-million-year-old shark nursery pe YouTube
- Expert view: information about megalodon pe YouTube (featuring expert Dana Ehret)
- Lamniform sharks: 110 million years of ocean supremacy pe YouTube (featuring expert Mikael Siverson)
- The Rise and Fall of the Neogene Giant Sharks pe YouTube (featuring expert Bretton Kent)
- Clash of the Americas pe YouTube (Megalodon's extinction discussed)